# Du'aine Ladejo
Du'aine Ladejo (14 febbraio 1971) è un ex velocista britannico.

## Palmarès

### Olimpiadi
- 2 medaglie:
  - 1 argento (Atlanta 1996 nella staffetta 4x400 m)
  - 1 bronzo (Barcellona 1992 nella staffetta 4x400 m)

### Europei
- 2 medaglie:
  - 2 ori (Helsinki 1994 nei 400 m piani; Helsinki 1994 nella staffetta 4x400 m)

### Europei indoor
- 2 medaglie:
  - 2 ori (Parigi 1994 nei 400 m piani; Stoccolma 1996 nei 400 m piani)

### Giochi del Commonwealth
- 2 medaglie:
  - 1 oro (Victoria 1994 nella staffetta 4x400 m)
  - 1 argento (Victoria 1994 nei 400 m piani)